# Сотір Марінков
Сотір Марінков (болг. Сотир Стоянов Маринков; нар. 5 травня 1880, Самоков — пом. невідомо) — болгарський офіцер, генерал-лейтенант.

## Біографія
Народився 5 травня 1880 в місті Самоков. У 1901 році закінчив Військове училище в Софії. З 1907 року працював у Військово-топографічному інституті штабу болгарської армії. У період з 1908 по 1910 рік навчався в Миколаївській Академії Генерального Штабу в Санкт-Петербурзі. 
1911 вступив до 13-ого піхотного полку. Під час Балканської війни і Другої Балканської війни був офіцером 7-ї піхотної дивізії. 
З 1914 був призначений командиром батальйону 14-го піхотного полку. 
На початку вступу Болгарії в Першу світову війну — начальник штабу першої бригади дев'ятої стрілецької дивізії. З 1920 командир 37-го піхотного полку. З 1929 начальник штабу армії. На цій посаді він брав участь у 
Шпигунській афері у 1930, після чого відсторонений.

## Військові звання
- Підпоручник (2 січня 1901)
- Лейтенант (1904)
- Капітан (15 жовтня 1908)
- Майор (5 серпня 1913)
- Підполковник (16 березня 1917)
- Полковник (2 листопада 1919)
- Генерал-майор (3 вересня 1928)
- Генерал-лейтенант (30 квітня 1933)

## Нагороди
- Військовий орден «За хоробрість» IV ступеня, 1-го та 2-го класу
- Орден «Святий Олександр» II ступеня без мечів, IV ступеня з мечами посередині
- Народний орден «За військові заслуги» II і IV ступеня з військовими відзнаками